# تول (تگزاس)
تول، تگزاس(به انگلیسی: Tool, Texas) شهری در ایالت تگزاس از ایالات جنوبی ایالات متحده آمریکا است. در سرشماری سال ۲۰۰۰، جمعیت این شهر ۲۲۷۵ نفر اعلام شد.